# 巨勢神前訳語
巨勢神前 訳語（こせのかむさき の おさ、生没年不詳）は、飛鳥時代の豪族。姓は臣。

## 出自
巨勢神前氏（巨勢神前臣）は巨勢氏の支流で近江国神前郡に居住した一族。なお、神前郡はこの後の天智天皇4年（665年）2月に、
ともあるところで、百済遺臣の鬼室集斯らが亡命したところである。
ともある。

## 経歴
天智天皇2年（663年）3月に訳語は新羅討伐の部隊として半島に渡り、前将軍・上毛野稚子、後将軍・阿倍引田比羅夫と共に中将軍を務め、2万7千人の軍団を率いたという。同年8月の白村江の戦いでの活動や、生きて帰国したかどうかは明らかでない。